# Wu-Tang (singolo)
Wu-Tang è un singolo del cantautore italiano Coez, pubblicato il 23 settembre 2021 come primo estratto dal sesto album in studio Volare.

## Descrizione
Il brano segna il ritorno del cantautore a due anni dall'album È sempre bello. Il titolo è un omaggio al gruppo hip hop statunitense Wu-Tang Clan.

## Video musicale
Il video, diretto da Fele La Franca e contenente anche Flow Easy, è stato pubblicato il 26 settembre 2021 attraverso il canale YouTube dell'artista. Il video di Wu-Tang dura fino al minuto 2:20.

## Tracce
Testi di Silvano Albanese.
1. Wu-Tang – 2:25